# Cronologia della scoperta delle particelle
Questa è una cronologia delle scoperta delle particelle subatomiche, comprendenti tutte le particelle scoperte che sembrano essere elementari (vale a dire, indivisibili) date le migliori prove al momento disponibili. Vi sono incluse anche le scoperte delle particelle composte e le antiparticelle che sono state di particolare importanza storica.
Più specificamente, i criteri di inclusione sono: 
- Le particelle elementari dal modello standard della fisica delle particelle che sono state così a lungo osservate. Il modello standard è il modello esistente più esaustivo riguardo al comportamento delle particelle; nessuna contraddizione sostanziale è stata scoperta. Tutte le particelle del modello standard sono state verificate, e tutte le altre particelle osservate sono combinazioni di due o più particelle del modello standard.
- Le antiparticelle che sono state storicamente importanti per lo sviluppo della fisica delle particelle, specificamente il positrone e l'antiprotone. La scoperta di queste particelle ha richiesto metodi sperimentali molto diversi da quelli delle loro omologhe della materia ordinaria, fornendo la prova riguardo al fatto che tutte le particelle possiedono antiparticelle — un'idea questa fondamentale per la teoria quantistica dei campi, la moderna struttura matematica per la fisica delle particelle. Nel caso della maggior parte delle scoperte successive, la particella e la sua anti-particella venivano scoperte essenzialmente in modo simultaneo.
- Le particelle composte che sono state le prime particelle scoperte contenenti un particolare costituente elementare, o la cui scoperta è stata cruciale per la comprensione della fisica delle particelle.

È da notare che sono state scoperte molte altre particelle composte; come i mesoni ed i barioni.
- 1885: i protoni scoperti da Eugen Goldstein. Tuttavia esso venne battezzato "protone" solo da Ernest Rutherford nel 1919, che ne comprese il reale ruolo.[1]
- 1895: i raggi X vennero prodotti da Wilhelm Röntgen (più tardi identificati come fotoni)[2]
- 1897: l'elettrone scoperto da J.J. Thomson[3]
- 1899: le particelle alfa scoperte da Ernest Rutherford nella radiazione dell'uranio[4]
- 1900: i raggi gamma (fotoni ad alta-energia) scoperti da Paul Villard nel decadimento dell'uranio.[5]
- 1911: i nuclei atomici identificati da Ernest Rutherford, in base alla dispersione osservata da Hans Wilhelm Geiger e Ernest Marsden.[6]
- 1932: i neutroni scoperti da James Chadwick[7] (predetti da Rutherford nel 1920[8])
- 1932: il positrone (ovvero l'antielettrone, detto anche positone), la prima antiparticella, scoperta da Carl David Anderson[9] (proposta da Paul Dirac nel 1927)
- 1937: il muone (o mu leptone) scoperto da Seth Neddermeyer, Carl D. Anderson, J.C. Street e E.C. Stevenson, utilizzando misurazioni con camera a nebbia dei raggi cosmici.[10]  (venne scambiato per pione fino al 1947.[11])
- 1947: il pione (o pi mesone) scoperto da Cecil Frank Powell, César Lattes e Giuseppe Occhialini (previsto da Hideki Yukawa nel 1935[12])
- 1947: il kaone (o K mesone), la prima particella strana, scoperta da G.D. Rochester e C.C. Butler[13]
- 1955: l'antiprotone scoperto da Owen Chamberlain, Emilio Segrè, Clyde Wiegand e Thomas Ypsilantis[14]
- 1956: il neutrino elettronico rilevato da Frederick Reines e Clyde Cowan (proposto da Wolfgang Pauli nel 1931 per spiegare l'apparente violazione del principio di conservazione dell'energia nel decadimento beta)[15] Il nome fu proposto da Enrico Fermi. Allora venne semplicemente riferito come neutrino poiché vi era soltanto un neutrino conosciuto.
- 1962: il neutrino muonico (o mu neutrino) veniva dimostrato di essere distinto dal neutrino elettrone da un gruppo capeggiato da Leon Lederman[16]
- 1969: i partoni (costituenti interni degli adroni) osservati negli esperimenti di dispersione anelastica profonda tra protoni ed elettroni allo SLAC[17][18]; questo venne alla fine associato con il modello di quark (previsto da Murray Gell-Mann e George Zweig nel 1964) e costituisce quindi la scoperta del quark up, quark down e  quark strange.
- 1974: il mesone J/ψ scoperto dai gruppi capeggiati da Burton Richter e Samuel Ting, i quali dimostrarono l'esistenza del quark charm[19][20] (proposto da James Bjorken e Sheldon Lee Glashow nel 1964[21])
- 1975: il tauone (o tau leptone) scoperto dal gruppo capeggiato da Martin Lewis Perl[22]
- 1977: il mesone upsilon scoperto al Fermilab, che dimostrò l'esistenza del quark bottom[23] (proposto da Kobayashi e Maskawa nel 1973)
- 1979: il gluone osservato indirettamente negli eventi a tre jet al DESY[24]
- 1983: i bosoni W e Z scoperti da Carlo Rubbia, Simon van der Meer e con la collaborazione del UA1 del CERN[25][26] (previsto in dettaglio da Sheldon Glashow, Abdus Salam e Steven Weinberg)
- 1995: il quark top scoperto al Fermilab[27][28]
- 1995: l'anti-idrogeno prodotto e misurato nell'esperimento LEAR al CERN[29]
- 2000: il neutrino tauonico (o tau neutrino), il primo osservato direttamente al Fermilab[30]
- 2012: il bosone di Higgs (o H°), il primo osservato al CERN
- 2017: il barione Xi (Xi++cc) scoperto al CERN nell'esperimento Large Hadron Collider Beauty(LHCb) composto da un quark up e da 2 quark charm.